# 八東川
八東川（はっとうがわ）は、千代川水系最大の支流で、鳥取県南東部を流れる一級河川。

## 地理
鳥取・兵庫県境の戸倉峠西側に発し、氷ノ山南西麓から支流を集めつつ西流。南から加地川が注ぐと一旦北西流に転じて舂米川を合わせ、若桜市街を流れる。八頭町に入ってからは北東から細見川、南から大江川が合流しつつ概ね西流。鳥取市に入ると同時に北東からの私都川を合わせ、市町境から西へ約1.5kmの同市河原町河原付近で千代川に注ぐ。

## 流域の自治体
鳥取県
八頭郡若桜町、八頭町、鳥取市

## 支流
- 加地川
- 舂米川
- 細見川
- 大江川
- 私都川

## 並行する交通
- 若桜鉄道若桜線
- 国道29号
- 国道482号
- 鳥取県道6号津山智頭八東線
- 鳥取県道153号才代船岡線

## 流域の観光地
- 若桜宿
- 若桜鬼ヶ城址
- 若桜神社
- 意非神社
- 不動院岩屋堂
- 矢部家住宅

## 主な橋梁
- 新片山橋 - 国道53号線
- 河原大橋 - 鳥取自動車道
- 片山橋
- 今在家橋（人道橋）
- 米岡橋 - 県道229号線
- 石田橋
- 万代寺橋
- 八東川橋梁 - ＪＲ因美線
- 第一八東川橋 - 若桜鉄道
- 船久橋 - 県道32号線
- 隼御門大橋 - 県道324号線
- 瀬戸橋 - 県道302号線
- 大隼橋
- 安部橋 - 国道482号線
- 八東橋 - 県道175号線
- 第二八東川橋 - 若桜鉄道
- 皆原橋
- 島橋
- 中島橋
- 第三八東川橋
- 山崎橋 - 国道29号線（若桜街道）
- 用呂橋
- 赤松橋 - 県道103号線
- 屋堂羅橋
- 宮ノ下橋
- 鶴尾橋 - 国道29号線（若桜街道）
- 若桜橋 - 県道176号線
- 岸野橋 - 国道29号線
- 岸野橋（旧） - 国道29号線
- 神直橋
- 根安橋 - 国道29号線
- 須澄橋
- 見内橋
- 栃原向橋
- 本立橋
- 寺前橋
- 小船橋
- 西ノ平橋
- 吾曽呂橋 - 国道29号線（若桜街道）
- 魚止橋 - 国道29号線（若桜街道）
- 新見返橋 - 国道29号線（若桜街道）
- 落折橋